# ساقی (بیرجند)
ساقی نام روستایی است در دهستان القورات از توابع بخش مرکزی شهرستان بیرجند، واقع در استان خراسان جنوبی که بر پایه سرشماری عمومی نفوس و مسکن در سال ۱۳۹۵ جمعیت این روستا ۲۲۶ نفر (در ۱۰۱ خانوار) بوده‌است.
روستای ساقی در گذشته دارای تعدادی زیادی چشمه و قنات بوده که امروزه اغلب آنها خشک شده و موجب مهاجرت مردم گردیده است. مقبره‌ای منتصب به سید تاج الدین (ع) از نوادگان منسوب به امام رضا (ع) در فاصله ۲ کیلومتری بزرگراه بیرجند ـ قاین بر فراز تپه‌ای مشرف بر روستا واقع شده است .